# Giovanni Battista Caviglia
Giovanni Battista Caviglia (Genova, 1770 – Parigi, 7 settembre 1845) è stato un esploratore, navigatore ed egittologo italiano.

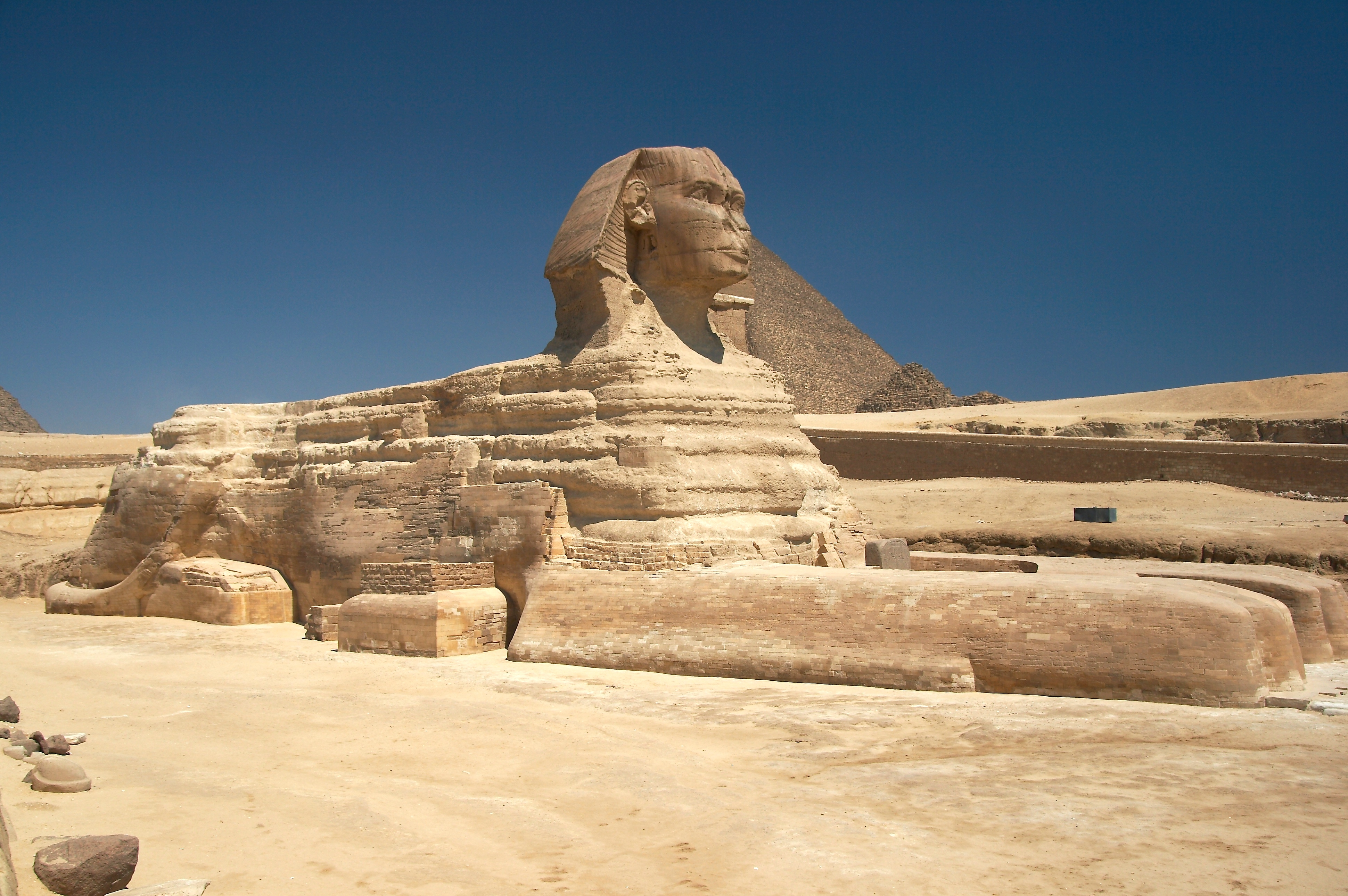
La sfinge di Giza, in Egitto

Fu uno dei pionieri dell'archeologia egizia del XIX secolo ed il suo nome è legato principalmente ai grandi lavori che permisero di dissotterrare la sfinge di Giza vicino al Cairo.
Era un fervente religioso ed era convinto che le scoperte archeologiche gli avrebbero rivelato dei segreti mistici.
In Egitto strinse amicizia con il grande esploratore padovano Giovanni Battista Belzoni, che fu affascinato dal suo grande carisma e dalle sue capacità persuasive.

## Biografia
Nacque a Genova nel 1770 ai tempi in cui la città era la capitale dell'omonima repubblica. Passò gran parte della sua vita navigando nel Mediterraneo in un mercantile di cui divenne capitano.
Quando decise di iniziare la sua carriera di esploratore, lasciò la sua nave ormeggiata ad Alessandria d'Egitto ed offrì i suoi servizi a diversi collezionisti; la maggior parte dei suoi scavi furono eseguiti per conto del console generale britannico Henry Salt.
Tra il 1816 ed il 1817 esplorò la piramide di Cheope dove fece importanti scoperte, tra le quali il corridoio discendente, la parte inferiore del pozzo di servizio e l'incompiuta camera sotterranea.
Nel 1817 Salt lo ingaggiò per dissotterrare la Grande Sfinge di Giza, che nel corso dei secoli era stata quasi totalmente coperta dalle sabbie del deserto.
L'ultimo scavo attorno alla sfinge era stato eseguito nell'anno 160 per ordine dell'imperatore romano Marco Aurelio, ed essere stato il primo a scavare dopo 16 secoli gli assicurò una grande fama.
I lavori furono imponenti, sia per l'enorme dimensione del manufatto, sia per l'azione del vento, che di notte riportava la sabbia a coprire circa la metà di quanto veniva scavato di giorno, e si rese necessario l'impiego di un centinaio di locali manovali. Mano a mano che gli scavi proseguivano venne alla luce un'impressionante serie di manufatti egizi ed iscrizioni greche e romane, a testimonianza di come i conquistatori che si succedettero avevano tenuto in grande considerazione la preservazione e la manutenzione di questi capolavori dell'arte antica.
Tra i numerosi ritrovamenti spiccarono la Stele del sogno di Thutmose IV, situata tra le zampe anteriori del monumento, e dei frammenti della barba e dell'ureo della sfinge, che si erano staccati nel corso dei secoli. La maggior parte dei reperti fu trasportata al British Museum, dove ancora oggi sono conservati.
Nel 1819 dovette sospendere le sue ricerche, colpito da una grave oftalmia dovuta all'eccessiva esposizione al sole, e tornò ad occuparsi della sua nave.

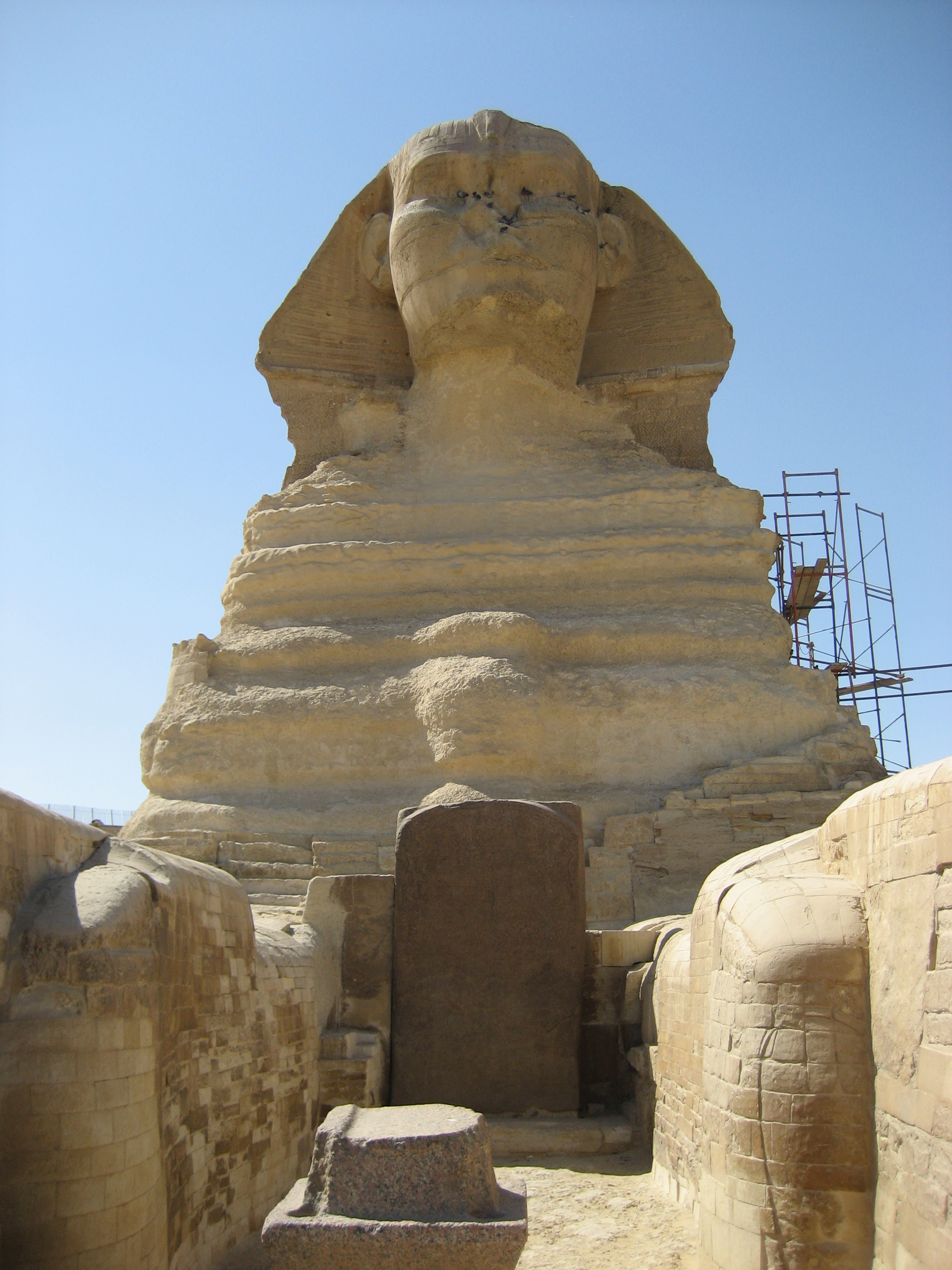
La Stele del Sogno di Thutmose IV  tra le zampe della Sfinge
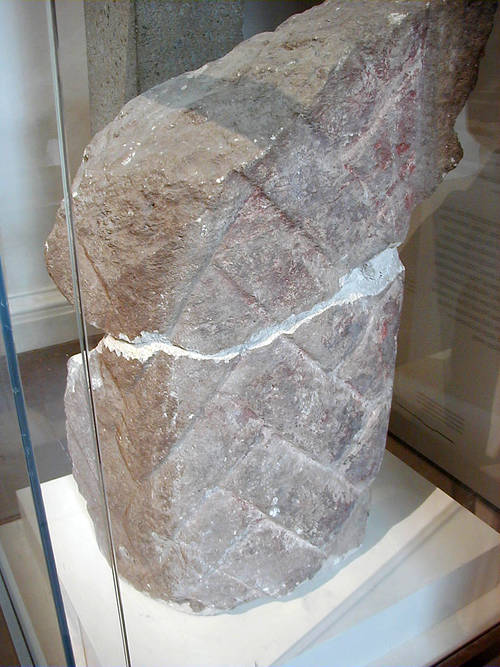
Frammenti della barba cerimoniale della sfinge conservati al British Museum di Londra
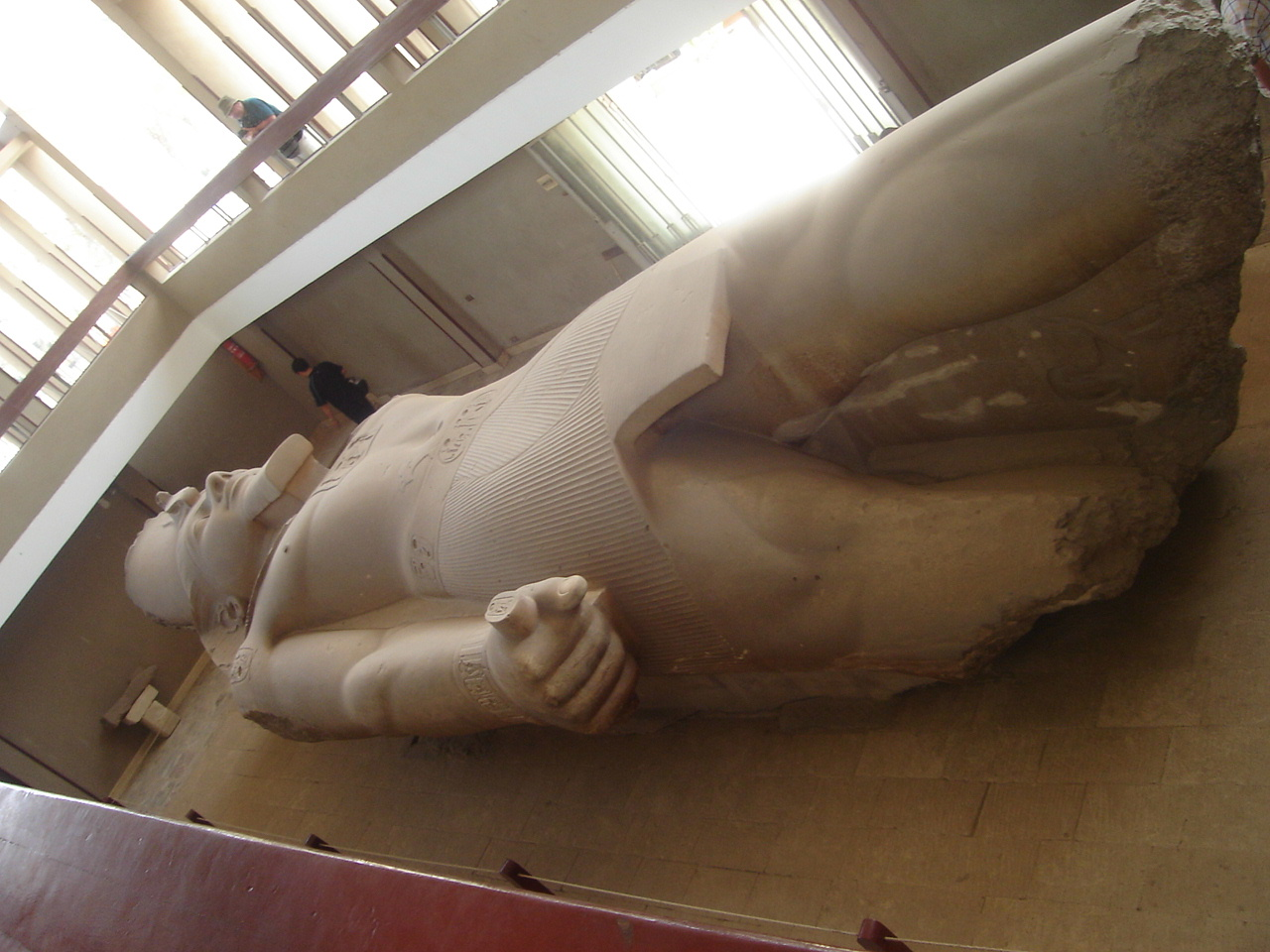
La colossale statua di Ramesse II nel museo fatto appositamente costruire a Menfi

In seguito riprese le esplorazioni e, durante gli scavi eseguiti nel 1820 per conto dei britannici nella antica capitale Menfi, che si trova circa 20 km a sud del Cairo, compì un'altra sensazionale scoperta: il Colosso di Ramses II. Era questa un'immensa statua in calcare che trovò nei pressi del cancello meridionale del tempio di Ptah, vicino al villaggio di Mit Rahina. Malgrado fosse priva di piedi, misurava ben 10 metri. La offrì, tramite l'egittologo Ippolito Rosellini, al granduca Leopoldo II di Toscana, che rifiutò per le difficoltà e gli eventuali costi di trasporto. In seguito il pascià d'Egitto Mehmet Ali ne fece dono al British Museum di Londra, che a sua volta declinò l'offerta per le stesse ragioni. Fu quindi costruito sul posto un museo dove ancora oggi si trova.
Nel 1835, quando aveva ormai 65 anni, gli egittologi britannici Richard William Howard Vyse e John Shae Perring lo assunsero come assistente per i loro scavi a Giza. Le ricerche furono effettuate impiegando grandi quantità di dinamite e si svolsero nelle piramidi di Cheope e Micerino. La collaborazione durò un paio d'anni, al termine dei quali Vyse, contrario ai metodi di Caviglia, lo licenziò.
Caviglia lasciò l'Egitto e trascorse gli ultimi anni della sua vita a Parigi, dove morì domenica 7 settembre 1845. Richiese di essere sepolto con una Bibbia.